# Ludger Bült
Ludger Bült (* 4. Dezember 1957 in Nordhorn; † Anfang Februar 2021 in Heide, Schleswig-Holstein; vollständiger Name Ludger Bült-Albers) war ein deutscher Bibliothekar und Autor.

## Leben und Wirken
Ludger Bült wurde als drittes von sieben Kindern in einer katholischen Arbeiterfamilie geboren. Nach dem Besuch der Grund- und Hauptschule in Nordhorn von 1964 bis 1973 machte er von 1973 bis 1977 an der Berufsfachschule Wirtschaft und bei der NINO AG Nordhorn eine Ausbildung zum Industriekaufmann und erwarb 1979 das Abitur über den Zweiten Bildungsweg am Comenius-Kolleg in Mettingen.
Von 1980 bis 1981 war er im Zivilen Friedensdienst als Mitarbeiter der Aktion Sühnezeichen Friedensdienste in den Gedenkstätten Majdanek, Auschwitz und Dachau tätig. In Dachau erfolgten in Zusammenarbeit mit Barbara Distel erste Schritte zum Aufbau einer Begegnungsstätte, wie sie in der Internationalen Jugendbegegnungsstätte in Oświęcim/Auschwitz entstanden war.
Als Stipendiat des Evangelischen Studienwerks Villigst studierte er von 1981 bis 1987 Literaturwissenschaft, Germanistik und Geschichte an der Freien Universität in West-Berlin, ab 1982 parallel auch Kommunikationswissenschaften: Bibliothekar an Öffentlichen Bibliotheken und absolvierte 1987 die Diplomprüfung für den Gehobenen Dienst an Öffentlichen Bibliotheken.
Von 1990 bis 1993 leitete er die von ihm initiierte Alfred-Döblin-Patientenbibliothek am Krankenhaus Am Urban und veranstaltete und moderierte am 10. Mai 1992 Unter den Linden auf dem Berliner Opernplatz eine Lesung aus verbrannten Büchern mit Jurek Becker, Pieke Biermann, Günter de Bruyn, Brigitte Burmeister, F.C. Delius, Christoph Hein, Edgar Hilsenrath, Heinz Knobloch, Heiner Müller, Steffie Spira u. a. Von 1993 bis 1995 war Ludger Bült als Lehrbeauftragter an der Freien Universität zu Berlin und von 1995 bis 1999 als Lehrbeauftragter an der Humboldt-Universität zu Berlin am jeweiligen Institut für Bibliothekswissenschaften tätig. Von 1993 bis 1998 arbeitete er als Programmleiter am Literaturforum im Brecht-Haus.
Von 1998 bis 2002 porträtierte er als freier Autor und Journalist für den MDR-Hörfunk Persönlichkeiten des geistigen Lebens; die Porträts wurden als einstündige Gesprächssendungen auf MDR Kultur ausgestrahlt. Von 1997 bis 2009 arbeitete er als freier Redakteur an der in Wien erscheinenden österreichischen Kulturzeitschrift Wespenest mit.
Von 2001 bis 2013 leitete Ludger Bült die Stadtbücherei in Lindau (Bodensee) und konzipierte und begleitete dabei den für Bibliothekszwecke 2007/2008 erfolgten Umbau des alten Postgebäudes. Von 2013 bis 2014 wirkte er als Bibliotheksleiter in Stralsund und ab dem 1. Oktober 2015 lebte er in Wyk auf Föhr, wo er als Leiter der Stadtbücherei ebenfalls an deren 2019 abgeschlossenen baulichen Neugestaltung beteiligt war.
Bült starb Anfang Februar 2021 im Alter von 63 Jahren.

## Hörfunk-Sendungen (Auswahl)
- Eine jede existentielle Krise bereichert einen Autor – Gespräch mit Pavel Kohout, Ursendung: 20. Juli 1998, MDR Kultur
- Abseits der Wörter von den Wühltischen der Sprache – Gespräch mit Reiner Kunze, Ursendung: 16. August 1998, MDR Kultur
- Nicht richten – sondern verstehen – Gespräch mit Gitta Sereny, Ursendung: 18. Januar 1999, MDR Kultur
- Ich habe die Moral nie für mich gepachtet – Gespräch mit Ignatz Bubis, Ursendung: 16. Juni 1999, MDR Kultur
- Als ob es in den Krieg ginge – Thomas Manns Deutschlandreise im Goethe-Jahr 1949, Feature (90 min.), Regie: Sabine Ranzinger, Ursendung: 1. August 1999, MDR Kultur/RADIOkultur (ORB-SFB)
- Die Erfahrung des Hasses – Gespräch mit Hans Keilson, Ursendung: 27. Januar 2000, MDR Kultur
- Die Deutschen verdanken Thomas Mann viel mehr, als sie glauben – Gespräch mit Konrad Kellen, Ursendung: 1. Juni 2000, MDR Kultur
- Die Aussicht aus dem 13. Stock – Gespräch mit Erwin Chargaff, Ursendung: 10. August 2000, MDR Kultur
- Ein Leben zwischen den Zeilen – Gespräch mit Heinz Knobloch, Ursendung: 27. Dezember 2000, MDR Kultur
- Hitler und die Deutschen – Gespräch mit Ian Kershaw, Ursendung: 25. Januar 2001, MDR Kultur
- Die Welt en gros und en detail – Gespräch mit Claudio Magris, Ursendung: 15. März 2001, MDR Kultur
- Die Döblins – Eine sonderbare Familienlage – Gespräch mit Claude Döblin, Ursendung: 15. Mai 2001, MDR Kultur
- Jeder Text ist auch ein Rechtfertigungsversuch – Gespräch mit Wolfgang Hilbig, Ursendung: 30. August 2001, MDR Kultur
- Essen, Trinken, Lieben. Das sind die Themen, das bleibt immer gleich. – Gespräch mit Walter Kempowski, Ursendung: 1. November 2001, MDR Kultur
- Mit feuchten Augen können Sie keine Biographie schreiben – Gespräch mit Joachim Fest, Ursendung: 6. Dezember 2001, MDR Kultur
- Genauigkeit und weiter Blick – Gespräch mit Inge Jens, Ursendung: 7. Februar 2002, MDR Kultur
- Lebenslinien zwischen Willy Brandt und Thomas Mann – Gespräch mit Klaus Harpprecht, Ursendung: 11. April 2002, MDR Kultur
- Auf der Suche nach dem wilden Leser – Gespräch mit Klaus Wagenbach, Ursendung: 20. Juli 2002, MDR Kultur
- Die Sprache ist eine Macht ohne gleichen – Gespräch mit Christoph Meckel, Ursendung: 6. Juni 2002, MDR Kultur
- Klimmzüge am Rande der eigenen Möglichkeiten – Gespräch mit Katja Lange-Müller, Ursendung: 25. Juli 2002, MDR Kultur
- Wer keinen Anstoß erregt, gibt auch keinen – Gespräch mit Fritz J. Raddatz, Ursendung: 5. September 2002, MDR Kultur

## Auszeichnung
- 1991: Helmut-Sontag-Preis[13]